# مسلمة أبدة
مسلمة أُبَّدة (بالإسبانية: La Mora de Úbeda)‏ هي عالمةٌ مُورسكية، عُرفت بأنها مرجعيةٌ في علم الشريعة الإسلامية في غرناطة إبان سقوط الأندلس، ويرتبط اسمها بمدينة أُبَّدة، ويُذكر بأنها كانت معروفةً جدًا في الأندلس، وكانت تُقيم في غرناطة بالقرب من باب ألبيرة [الإنجليزية]. كان قد تتلمذ على يدها فتى أريفالو، وهو من أشهر كُتاب الأعجمية الأندلسية حيث ألف كتبًا في التفسير وتلخيص السنة. كان دائمًا عندما يُشار إلى مسلمة أُبَّدة يُشار أيضًا إلى مسلمة آبلة، حيث ذُكر بأنهما «مرجعيتان في علوم الشريعة تخرج على أيديهما كثير من الدعاة المسلمين»، وأنهما كانتا «تمثلان المرجعية العليا للمسلمين في علوم الشريعة حيث تخرج على أيديهن كثير من الدعاة المسلمين الذين حفظوا وحملوا الإسلام سنوات».
ذُكر في الرواية التاريخية «الأندلسي الأخير» للكاتب أحمد أمين، بأنَّ مسلمة أبدة ومسلمة آبلة كانتا متخفيتان وتنقلان الرسائل بين علي والشيخ عمر، وأنه قد أُلقي القبض على مسلمة أبدة بواسطة محاكم التفتيش الإسبانية، وكانت قد عُذبت وخضعت لاستجوابٍ وحشي، وفي النهاية أُلقيت في النيران، أما مسلمة آبلة فقد توفيت حزنًا على مسلمة أبدة.